# Красноярская ярмарка книжной культуры
Красноя́рская я́рмарка кни́жной культу́ры (КРЯКК) — российская книжная ярмарка. Учреждена в 2007 году Фондом Михаила Прохорова при поддержке Правительства Красноярского края и Администрации Красноярска. До 2021 года проходила в октябре-ноябре каждого года в Красноярске. Позднее выставка не проводилась: в 2022 году её деятельность была заморожена для "юридической экспертизы", с помощью которой Фонд, по собственному заявлению, намерен "адаптировать свою благотворительную программу под меняющиеся законодательные инициативы в общественной и культурной сфере". 

## Содержание
В выставке принимают участие издатели и книгораспространители из России и других стран. Она сопровождается культурной программой, в которую входят встречи с писателями, презентации книг, «круглые столы», матер-классы, театральные и музыкальные выступления, кинопоказы.
Также в рамках культурной программы выставки проводится «Музейная ночь» Музейного центра «Площадь мира», во время которой проходит финал Всероссийского поэтического слэма. В один из дней выставки проводятся публичные дебаты жюри и экспертной группы премии «НОС», формирующих короткий список премии.
В рамках выставки библиотеки Красноярского края получают от Фонда Михаила Прохорова грант на закупку книг в размере нескольких миллионов рублей.

## История

### 2007 год
- Официальное название: I Красноярская ярмарка книжной культуры.
- Дата проведения: 7—11 ноября 2007 года.
- Количество издательских стендов: 63 или 65.
- Количество посетителей: 12 тыс. человек.
- Размер гранта библиотекам Красноярского края: 5 млн рублей[1][6][7].

### 2008 год
- Официальное название: II Красноярская ярмарка книжной культуры.
- Дата проведения: 5—9 ноября 2008 года.
- Количество издательских стендов: 114, 115 или 122.
- Количество посетителей: 20 тыс. человек.
- Размер гранта библиотекам Красноярского края: 8 млн рублей[6][7][8].

### 2009 год
- Официальное название: III Красноярская ярмарка книжной культуры.
- Дата проведения: 2009 год.
- Количество издательских стендов: 180 или 224.
- Количество посетителей: 30 тыс. человек.
- Размер гранта библиотекам Красноярского края: 12 млн рублей[6][7].

### 2010 год
- Официальное название: VI Красноярская ярмарка книжной культуры.
- Дата проведения: 3—7 ноября 2010 года.
- Количество издательских стендов: 200.
- Количество посетителей: 35 тыс. человек.
- Размер гранта библиотекам Красноярского края: 12 млн рублей[7][9].

### 2011 год
- Официальное название: V Красноярская ярмарка книжной культуры.
- Дата проведения: 2—6 ноября 2011 года.
- Количество издательских стендов: 216.
- Количество посетителей: 40 тыс. человек.
- Размер гранта библиотекам Красноярского края: 15 млн рублей[7][10][11].

### 2012 год
- Официальное название: VI Красноярская ярмарка книжной культуры.
- Дата проведения: 31 октября — 4 ноября 2012 года.
- Количество издательских стендов: 229.
- Количество посетителей: 37 тыс. человек, 40 тыс. человек или 45 тыс. человек.
- Размер гранта библиотекам Красноярского края: 15 млн рублей[7][12][13].

### 2013 год
- Официальное название: VII Красноярская ярмарка книжной культуры.
- Дата проведения: 31 октября — 4 ноября 2013 года.
- Тема: «Культурная память, или Память культуры».
- Количество издательских стендов: 229.
- Количество посетителей: 47 тыс. человек[12].

### 2014 год
- Официальное название: VIII Красноярская ярмарка книжной культуры.
- Дата проведения: 31 октября — 4 ноября 2014 года.
- Тема: "«Город, в котором можно»[14][15][16].

### 2015 год
- Официальное название: IX Красноярская ярмарка книжной культуры.
- Дата проведения: 28 октября — 1 ноября 2015 года.
- Тема: «Карта Родины: художественное освоение пространства»[17][18].

### 2016 год
- Официальное название: X Красноярская ярмарка книжной культуры.
- Дата проведения: 2—6 ноября 2016 года.
- Тема: «Современность как диалог с традициями».
- Количество посетителей: 60 тыс. человек.
- Количество издательских стендов: 300[4][19][20].

### 2017 год
- Официальное название: XI Красноярская ярмарка книжной культуры.
- Дата проведения: 2—6 ноября 2017 года.
- Тема: «Наука и культура».
- Количество издательских стендов: 213 или 238.
- Количество посетителей: 50 тыс. человек.
- Количество проданных книг: 70 тыс. экземпляров[21][22][23][24].

### 2018 год
- Официальное название: XII Красноярская ярмарка книжной культуры.
- Дата проведения: 1—5 ноября 2018 года.
- Тема: «Четвертая индустриальная революция».
- Количество издательских стендов: 268.
- Количество посетителей: 55 тыс. человек.
- Количество проданных книг: 110 тыс. экземпляров.
- Размер гранта библиотекам Красноярского края: 15 млн рублей[25][26][27].

### 2019 год
- Официальное название: XIII Красноярская ярмарка книжной культуры.
- Дата проведения: 31 октября — 4 ноября 2019 года.
- Тема: «Локальные истории».
- Количество издательских стендов: 270.
- Количество посетителей: 45 тыс. человек.
- Количество проданных книг: 130 тыс. экземпляров.
- Размер гранта библиотекам Красноярского края: 15 млн рублей[28][29][30].

### 2020 год
- Официальное название: XIV Красноярская ярмарка книжной культуры.
- Дата проведения: 4—5 ноября 2020 года (планировалась — 4—8 ноября 2020 года).
- Формат: онлайн (в связи с пандемией коронавируса).
- Тема: «Новая этика»[31][32][33].

## Оценки
Красноярская ярмарка книжной культуры — крупнейшая региональная книжная ярмарка всероссийского масштаба, одна из пяти крупнейших книжных ярмарок России вообще. Её называют главным книжным событием Сибири. Благодаря ей Красноярск стал позиционироваться как сибирский центр книжной культуры. Ярмарка также способствует развитию издательств высших учебных заведений Сибири.